# 진영금병초등학교
진영금병초등학교는 대한민국 경상남도 김해시 소재의 초등학교다.

## 학교 연혁
- 2005년 1월 24일 진영금병초등학교 착공
- 2006년 3월 1일 진영금병초등학교 개교 (초등12학급)
- 2006년 3월 1일 초대교장 이문규
- 2006년 3월 8일 학교 준공(36학급 규모)
- 2006년 4월 7일 제1회 학교운영위원회 및 다솜관 개관식
- 2006년 5월 4일 개교기념식(개교기념일)
- 2007년 3월 6일 2007학년도 병설유치원 개원식(2학급)
- 2008년 3월 1일 제2대 구인수 교장 부임
- 2008년 4월 8일 평생교육지역중심학교 운영
- 2009년 3월 1일 초등 31학급 편성 승인
- 2009년 11월 3일 진로교육 도연구학교 운영 보고회
- 2010년 3월 1일 초등 40학급 편성 승인
- 2011년 1월 27일 6개 교실 증축
- 2011년 2월 18일 제5회 졸업장수여식(졸업생184명, 총522명 졸업)
- 2011년 3월 1일 초등 45학급 편성 승인
- 2011년 03년 01일 제3대 최인영 교장 부임
- 2011년 3월 1일 교육과정 편성 운영 지역중심학교 지정
- 2012년 2월 16일 제6회 졸업장 수여식(졸업생 206명, 총728명 졸업)
- 2012년 3월 1일 46학급 편성
- 2012년 3월 1일 경상남도교육청지정 교실수업개선 시범학교
- 2012년 10월 29일 경상남도교육청지정 교실수업개선 시범학교 보고회
- 2013년 2월 20일 제7회 졸업장 수여식(졸업생 205명, 총933명 졸업)
- 2013년 3월 1일 제4대 노재원 교장 부임
- 2013년 12월 20일 학교평가 최우수 학교 선정
- 2014년 2월 20일 제8회 졸업장 수여식(졸업생 214명, 총1147명 졸업)
- 2014년 3월 1일 47학급 편성
- 2014년 4월 10일 예비꿈나르미학교 선정
- 2015년 2월 13일 제8회 졸업장 수여식(졸업생 196명, 총1129명 졸업)
- 2015년 3월 1일 제5대 박성흠 교장 부임(44학급)
- 2017년 3월 1일 제6대 류승진 교장 부임